# 青森県道170号天ケ森三沢線
青森県道170号天ケ森三沢線（あおもりけんどう170ごう あまがもりみさわせん）は、青森県三沢市を通る県道である。

## 概要
三沢市大字天ケ森の高瀬川放水路右岸で国道338号から西へ分岐し、小川原湖の東岸を南下して三沢空港の東側を通り、三沢市大字三沢字山ノ神で青森県道10号三沢十和田線に合流する。

### 路線データ
- 起点 : 三沢市大字天ケ森[1]（国道338号交点）
- 終点 : 三沢市大字三沢[1]（青森県道10号三沢十和田線交点）

## 歴史
- 1961年（昭和36年）2月10日 - 県道に認定される。[1]

## 路線状況

### 道路施設
- 道の駅みさわ

## 地理

### 接続する道路
- 国道338号（起点）
- 青森県道10号三沢十和田線（終点）

### 沿線の施設など
- 仏沼
- 小川原湖
- 斗南藩記念観光村（道の駅みさわ併設）
- 三沢市歴史民俗資料館
- 小田内沼
- 三沢市民の森
- 住友化学三沢工場
- 青森県立三沢航空科学館
- 三沢空港